# Legendre de Boissy
Legendre de Boissy, seigneur de Bois-le-Comte, (fl. 1556-1566), est un colonisateur et administrateur colonial du XVIe siècle de la France antarctique.

## Biographie

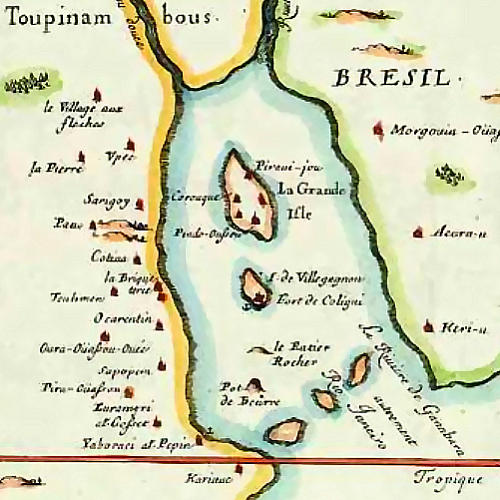
Carte de la France Antarctique.

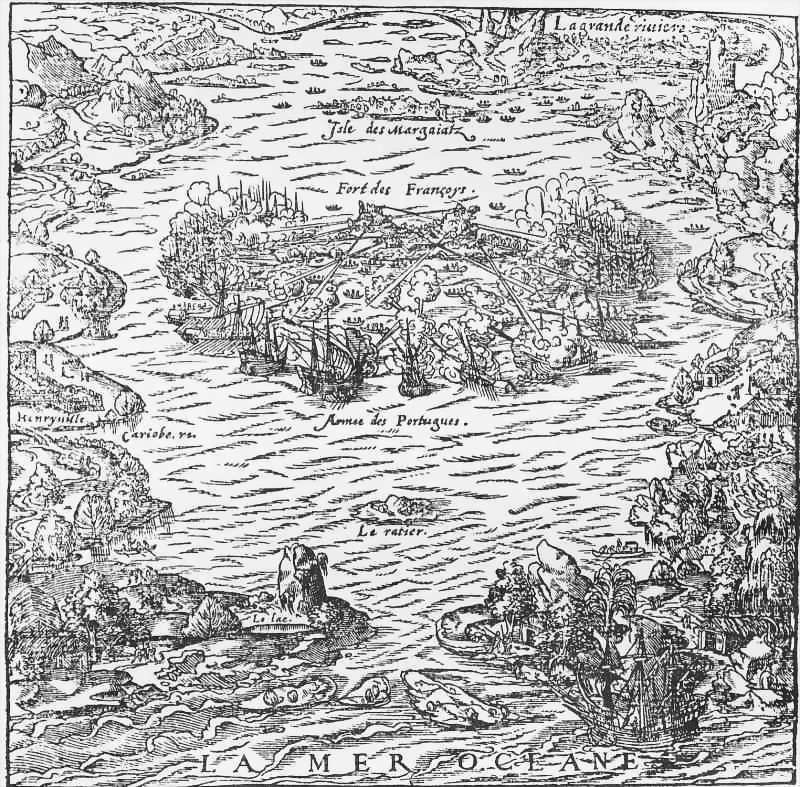
La prise du Fort Coligny en 1560 défendu par Legendre de Boissy.

Legendre de Boissy, plus connu sous le titre de seigneur de Bois-le-Comte, est le neveu du vice-amiral Nicolas Durand de Villegagnon. Il est le fils d'un procureur de Provins et de la sœur de Villegagnon.
Il accompagne son oncle lors de l'expédition française vers la Brésil pour y créer la colonie française de la France antarctique voulu par Gaspard de Coligny.
Villegagnon, rêvant de devenir le vice-roi de cette colonie française qui porterait le nom de France antarctique, chargea bientôt son jeune neveu, le sieur Legendre de Boissy, seigneur de Bois-le-Comte, d'aller demander au roi de France Henri II de nouveaux subsides et encore plus d'hommes. Son neveu s'embarque pour la France le 14 février 1556. Il porteur d'une lettre à destination de Jean Calvin, à Genève, pour lui demander son aide pour peupler la colonie de la France Antarctique.
Le 7 mars 1557, Villegagnon a la joie d'accueillir au fort Coligny, son neveu, qui a quitté le port de Honfleur le 9 novembre 1556 avec trois navires et trois cents nouveaux colons, dont six enfants destinés à apprendre la langue des autochtones et cinq jeunes filles en âge d'être mariées et de procréer, surveillées par une gouvernante. Toutefois, sa joie est de courte durée car Villegagnon découvre vite que la plupart des nouveaux venus sont des protestants huguenots recrutés par l'amiral de Coligny, menés par deux pasteurs calvinistes (Pierre Richer et Guillaume Chartier envoyés de Genève par Calvin et sous l'autorité d'un gentilhomme nommé Philippe de Corguilleray avec lequel il va rapidement être en conflit sur le plan religieux. En 1558, Corquilleray reviendra en France dénoncer les agissements supposés de Villegagnon.
En 1559, Villegagnon doit rejoindre la France pour se défendre des attaques proférées contre lui par son rival Corquilleray. Avant de s'embarquer pour la France, Villegagnon confie le commandement et l'administration de la France Antarctique à son neveu, le seigneur de Bois-le-Comte.
Le 21 janvier 1560, Bois-le-Comte subit l’attaque des troupes portugaises contre le fort Coligny. Malgré une défense héroïque, et d'autres assauts, Bois-le-Comte évacue l'île de Villegagnon en mars 1560. Il se réfugie chez ses amis, les indiens Topinamboux. 
Sur la terre ferme et avec ses alliés indiens, il mène une guerre d'escarmouches contre les forces portugaises qui dure pendant six années avant d’être définitivement vaincu. Il ne sera chassé du Brésil que le 18 janvier 1566.